# Dzień Drzewa
Dzień Drzewa (ang. Arbor Day) – międzynarodowa akcja sadzenia drzew odbywająca się w coraz większej liczbie krajów na świecie. Jej celem jest wzrost świadomości ekologicznej społeczeństw.

## Polska
Dzień Drzewa (Święto Drzewa) w Polsce to program edukacji ekologicznej Klubu Gaja na temat ochrony środowiska i klimatu, realizowany poprzez sadzenie i ochronę drzew. Program realizowany jest od 2003 roku, wtedy Klub Gaja ustanowił 10 października dniem obchodów Święta Drzewa. Co roku, 10 października, Klub Gaja organizuje ogólnopolską inaugurację kolejnej edycji Święta Drzewa w Warszawie, inicjując społeczne inicjatywy i angażując ludzi do sadzenia drzew i krzewów, opieki nad nimi oraz podejmowania różnorodnych działań dla drzew i środowiska
.

### Historia
Pomysł Klubu Gaja na program Święto Drzewa narodził się w 2003 roku. Słowo „święto” w nazwie nawiązywało do innej akcji Klubu Gaja – Święto Wisły, w którą w latach 90. zaangażowało się ponad 100 polskich miast. Inauguracja 1. Święta Drzewa miała miejsce 10 października w Bielsku-Białej. Przed siedzibą Klubu Gaja znani społecznicy i artyści posadzili pierwsze drzewa. W kraju ideę Święta Drzewa podchwyciło ponad 1000 szkół, samorządów, domów kultury. Sadzenie drzew łączono z wykładami i wystawami. Tak rozpoczęto szeroką edukację na temat niezastąpionej roli drzew w życiu człowieka, przyrody i zmian klimatu. Następne ogólnopolskie inauguracje programu Klub Gaja zaczął organizować 10 października w Warszawie, a do programu przyłączali się kolejni uczestnicy. Po kilku latach Święto Drzewa wpisało się do kalendarza imprez ekologicznych.
Od tamtego czasu w ramach Święta Drzewa w wielu miejscach w kraju zostało posadzonych blisko milion drzew przy udziale setek tysięcy osób. Jednym z przesłań programu było także sadzenie drzew w intencji pokoju. Drzewa posadzono w 34 krajach świata, w Europie, Ameryce Południowej i Północnej, Azji i Afryce.
Od 2007 roku Święto Drzewa bierze udział w Kampanii Miliarda Drzew dla Planety – ogólnoświatowej inicjatywie sadzenia drzew, aby sprostać wyzwaniom jakie niosą zmiany klimatyczne, zainicjowanej przez ONZ.

### Działania i uczestnicy
Święto Drzewa łączy ludzi i całe społeczności wokół inicjatyw lokalnych jak sadzenie drzew, zakładanie ogrodów i parków, otaczanie opieką starych drzew, zgłaszanie drzew do ochrony pomnikowej, poszukiwanie drzew świadków historii, odkrywanie drzew z niezwykłą opowieścią, które pokazują związki pomiędzy kulturą i historią danej społeczności. Święto Drzewa to także wiele inicjatyw wokół drzew i dla drzew m.in. festyny, pikniki, warsztaty, wycieczki, konkursy, przedstawienia, wystawy, happeningi i zbiórki makulatury.
W ramach Święta Drzewa Klub Gaja organizuje m.in.: konkurs Drzewo Roku (etap krajowy Europejskiego Drzewa Roku), którego celem jest zwrócenie uwagi na ciekawe, stare drzewa jako ważne elementy dziedzictwa przyrodniczego i kulturowego, które powinniśmy cenić i chronić, konkurs Czarodziejskie Drzewo. Zachęca do włączenia się w akcję Zbieraj makulaturę, ratuj konie. Dla miłośników drzew stworzył wiele materiałów edukacyjnych m.in. animację Święto Drzewa.
Program Święto Drzewa jest dla wszystkich, bez względu na wiek, miejsce zamieszkania, wykształcenie czy światopogląd. Mogą w nim uczestniczyć placówki oświatowe i wychowawcze, samorządy, instytucje, organizacje, firmy i osoby indywidualne. Wśród uczestników Święta Drzewa są m.in. dzieci i ich rodzice oraz dziadkowie, młodzież, nauczyciele, leśnicy, samorządowcy, animatorzy kultury, artyści, bibliotekarze, pracownicy małych i dużych firm, słuchacze Uniwersytetów Trzeciego Wieku, aktywiści i społecznicy, wspólnoty religijne, a nawet zakłady karne.
Każdy kto posadzi drzewo może przyłączyć się do Święta Drzewa i dopisać je do Licznika Drzew.

### Rezultaty Święta Drzewa
Dzięki zaangażowaniu w program Święto Drzew ponad 780 000 Polek i Polaków posadzono ponad 1 000 000 drzew i zebrano blisko 5 700 ton makulatury (2003-2022). W ramach konkursu Drzewo Roku odkryto ponad 180 drzew w Polsce ważnych dla społeczności lokalnych. W konkursie europejskim Polska już dwukrotnie zwyciężyła. W 2017 roku tytuł Europejskiego Drzewa Roku zdobył Dąb Józef z Wiśniowej w woj. podkarpackim, a w 2022 Europejskim Drzewem Roku został Dąb Dunin w Przybudkach (gmina Narew w woj. podlaskim), zwany strażnikiem Puszczy Białowieskiej.
Program Święto Drzewa rekomendowany był przez Ministerstwo Środowiska jako dobra praktyka edukacji dla rozwoju zrównoważonego na konferencji klimatycznej COP14 i COP19 oraz przez Instytut Spraw Obywatelskich w „Inspiratorze obywatelskim” jako przykład dobrych praktyk w dziedzinie nieformalnej edukacji obywatelskiej
.

## Stany Zjednoczone
Inicjatorem Dnia Drzewa był Amerykanin Julius Sterling Morton, sekretarz rolnictwa Stanów Zjednoczonych, gubernator stanu Nebraska, znawca i miłośnik przyrody. W 1872 r., mieszkając w Nebraska City, zwrócił się z apelem do rodaków by 10 kwietnia kto może posadził drzewo. Argumentował, iż „inne święta służą jedynie przypomnieniu, dzień drzewa wskazuje zaś na przyszłość”. Idea jego spotkała się z szerokim odzewem i tego dnia w USA zasadzono  ponad milion drzew. I tak, od tamtej pory, co roku, w drugą niedzielę kwietnia w USA świętowany jest Arbor Day.
Do Europy idea Mortona trafiła w 1951 roku. Organizacja Narodów Zjednoczonych do spraw Wyżywienia i Rolnictwa postanowiła, że we wszystkich krajach członkowskich obchodzony będzie każdego roku Światowy Dzień Drzewa.